# Burmeistera estrellana
Burmeistera estrellana är en klockväxtart som beskrevs av Franz Elfried Wimmer. Burmeistera estrellana ingår i släktet Burmeistera och familjen klockväxter.
Artens utbredningsområde är Costa Rica. Inga underarter finns listade i Catalogue of Life.